# Damba (vattendrag i Burundi)
Damba är ett vattendrag i Burundi.   Det ligger i provinsen Bururi, i den sydvästra delen av landet, 40 kilometer söder om huvudstaden Bujumbura.
Omgivningarna runt Damba är en mosaik av jordbruksmark och naturlig växtlighet. Runt Damba är det tätbefolkat, med 257 invånare per kvadratkilometer.